# Aart van Steenbergen
Aart van Steenbergen (Ede, 27 augustus 1915 - aldaar, 1 oktober 1944) was een Nederlandse verzetsstrijder. 

## Levensloop
Van Steenbergen werd geboren als zoon van een landbouwer. Zijn vader woonde aan de Maanderbuurtweg 44 in Ede. Het gezin bestond uit vijf jongens. Tijdens de Tweede Wereldoorlog zat de onderwijzer Adrianus Plaisier ondergedoken op de boerderij. Via Plaisier raakte Van Steenbergen betrokken bij de Ordedienst. Via Richard Katan uit Arnhem kreeg Van Steenbergen weer vervalste papieren om onderduikers te helpen ontkomen aan de gedwongen tewerkstelling in Duitsland. In september 1944 traden Van Steenbergen en Plaisier toe tot de staf van de nieuw gevormde Binnenlandse Strijdkrachten. In opdracht van Nederlandse regering in Londen verenigden alle verzetsgroepen zich in de BS onder leiding van prins Bernhard.
Op zondag 1 oktober 1944 namen Van Steenbergen en Plaisier twee Nederlandse SS'ers gevangen. Toen Van Steenbergen de Edese verzetsleider Derk Wildeboer telefonisch raadpleegde kreeg hij de opdracht hen te executeren. Van Steenbergen maakte aanvankelijk bezwaar, maar ging toch over tot executie. Op het moment dat hij wilde schieten weigerde zijn pistool. Een van de SS'ers bleek zelf nog de beschikking te hebben over een vuurwapen en schoot Van Steenbergen dood.
Van Steenbergens jongere broers Jan, Elbertus en Martijn werden op 8 april 1945 samen met Plaisier aangehouden door de Sicherheitsdienst. Eerder was de Wageningse verzetsman Frans van der Have al aangehouden. Het vijftal slaagde er in de twee landwachters die hen bewaakten te overmeesteren en dood te schieten. Van der Have, Plaisier en Jan van Steenbergen ontkwamen, maar Elbertus en Martijn werden gegrepen. Op 13 april 1945 werden zij door de SD-er Ries Jansen doodgeschoten in het bos op de Keijenberg nabij Bennekom.

## Postuum

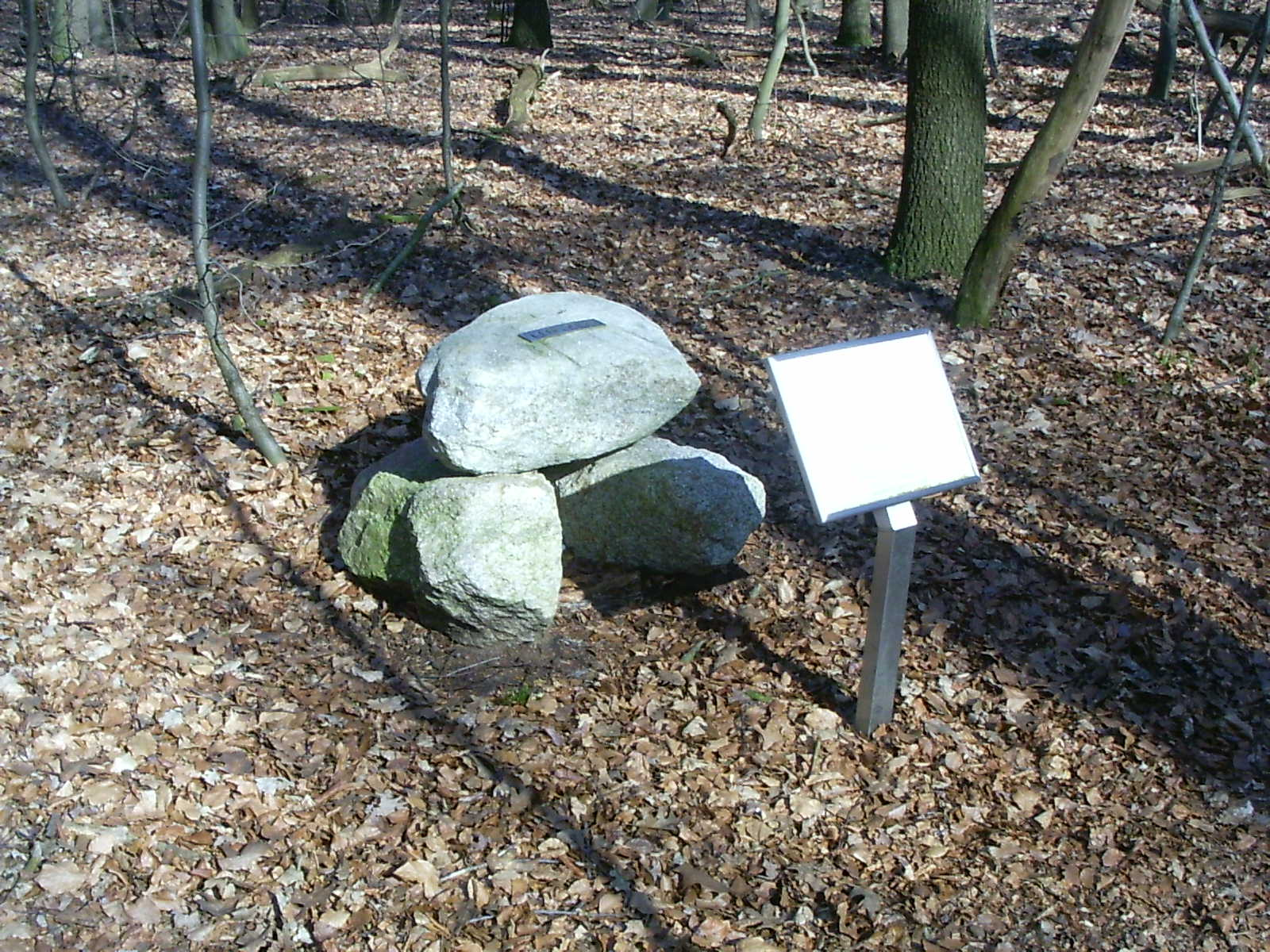
Het monument voor de broers Van Steenbergen.

Het lichaam van Van Steenbergen werd na de oorlog bijgezet in Het Mausoleum. Op de plek waar zijn broers werden doodgeschoten is een monument bestaande uit drie stenen, voor elke broer een. In april 2017 werd bekend dat er een Gebroeders van Steenbergenplantsoen komt in de nieuw te bouwen verzetsheldenbuurt op het voormalige kazernecomplex Ede-Oost.

## Persoonlijk
Van Steenbergen was getrouwd met Hendrika Maria (Riek) van Steenbergen-Jochemsen (1914-1992).